# Château de l'Esparrou
Le château de l'Esparrou  est un château du XIXe siècle construit par Viggo Dorph-Petersen à Canet-en-Roussillon.

## Localisation
Le château de l'Esparrou est situé immédiatement au-dessus du coin nord-est de l'étang de Canet-Saint-Nazaire, au sud-est du village de Canet-en-Roussillon.
Il est contourné au nord et à l'est par l'Agulla del Cagarell, petit canal se jetant plus au sud dans l'étang.
On accède au château par la route départementale D 81A qui relie le village de Canet à Saint-Cyprien.

## Toponymie
Le lieu est mentionné au XVIIe siècle sous les noms Lo Sparro et El Esparro.
Le mot germanique sparra, auquel a été adjoint le suffixe latin -onem, sans doute dans un but augmentatif, a donné le roman esparra, demeuré tel quel en catalan. Dans cette langue, le terme désigne une barre fermant un champ. En ce qui concerne ce lieu, cela a pu désigner par la suite un poteau de bois marquant une limite, une traverse de bois clôturant un pré voire le pré lui-même.

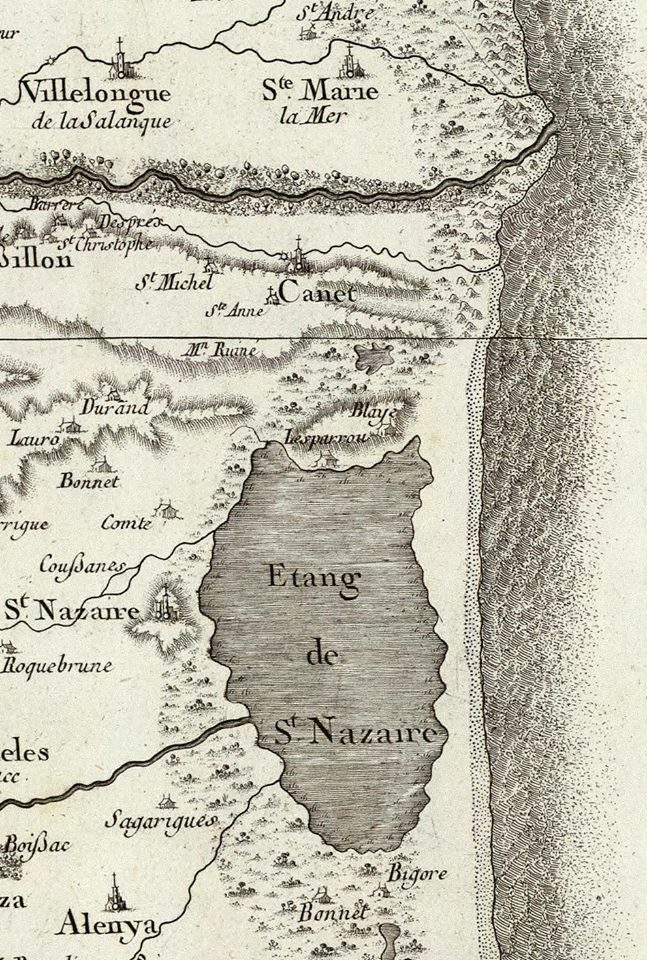
On peut voir le lieu Lesparrou sur la Carte Cassini de 1750.

## Description
Le château, orienté vers le soleil levant, possède une surface au sol de 400 m2. Il est composé de quatre niveaux : entresol, rez-de-chaussée, premier étage et deuxième étage. L'entresol est composé d'un appartement de garde, d'une salle de chasse avec une grande cheminée, d'une lingerie et de diverses autres dépendances. Passés le grand-hall et un vestibule, le rez-de-chaussée comprend trois chambres, la grande salle à manger, une bibliothèque, une salle de musique et un jardin d'hiver.

## Historique

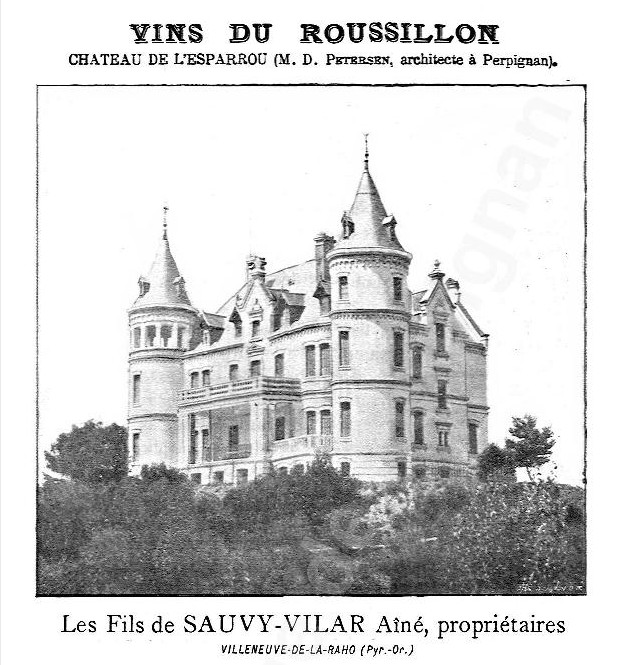
Publicité de 1898 pour les vins du Château de l'Esparrou.

Joseph Sauvy, président du tribunal de commerce de Perpignan, déjà malade, va décider de faire construire un château pour marquer la fin de sa carrière. Viggo Dorph-Petersen est chargé de la construction du château de l'Esparrou qui débute  en 1889 et se termine en 1891. C'est l'une des premières demeures de prestige créées par l'architecte danois dans les Pyrénées-Orientales.
Un vignoble existait déjà sur le site avant la construction du château. Joseph Sauvy, qui achète le domaine viticole en 1875, y fait construire le château et y adjoint un parc de cinq hectares agrémenté d'essences méditerranéennes (chênes-lièges, chênes-verts, cyprès, eucalyptus, palmiers, pins).
Aujourd'hui, le château est toujours un domaine viticole. En 2012, les Vignobles Bonfils rachètent la société d'exploitation du domaine viticole de Château l'Esparrou et proposent des vins mondialement reconnus en : AOP Côtes du Roussillon, AOP Muscat de Rivesaltes, AOP Rivesaltes Ambré, AOP Riversaltes Tuilé, et IGP Pays d'Oc.
Le 12 octobre 2011, le château est inscrit au titre des Monuments Historiques.

## Littérature
Le château de l'Esparrou est mentionné, sans jamais le nommer, dans Le Tramway (2001) de Claude Simon. L'auteur y décrit le bâtiment, les frasques des occupants et le vin de piètre qualité (selon les jaloux) qui y était produit à l'époque de son enfance. C'est aussi l'avant-dernier arrêt du tramway avant le terminus à la plage.

## Cinéma
Le château de l'Esparrou sert de maison à Catherine Deneuve et à Diane Kruger dans le film Tout nous sépare (2017) de Thierry Klifa.